# Zdenci
Zdenci (Hongaars: Izdenc) is een gemeente in de Kroatische provincie Virovitica-Podravina.
Zdenci telt 2235 inwoners. De oppervlakte bedraagt 84,7 km², de bevolkingsdichtheid is 26,4 inwoners per km².
Steden (gradovi): Virovitica · Orahovica · Slatina

Gemeenten (općine): Crnac · Čačinci · Čađavica · Gradina · Lukač · Mikleuš · Nova Bukovica · Pitomača · Sopje · Suhopolje · Špišić Bukovica · Voćin · Zdenci